# Église Sainte-Eugénie d'Erloy
Pour les articles homonymes, voir Sainte Eugénie et Église Sainte-Eugénie.
L'église Sainte-Eugénie d'Erloy est une église située à Erloy, en France.

## Description
Contrairement à la plupart des églises des villages des environs, l'église Sainte-Eugénie d'Erloy n'est pas fortifiée. 

La façade et la nef, en grès et en briques, datent de 1687. Le transept et le chœur, en briques, sont de construction plus récentes.

## Localisation
L'église est située à une vingtaine de mètres du cours de l'Oise, sur le terroir de la commune d'Erloy, dans le département de l'Aisne.

## Historique
Sur la façade, des briques surcuites dessinent la date de construction de l'église : "1687".

## Galerie: extérieur de l'église

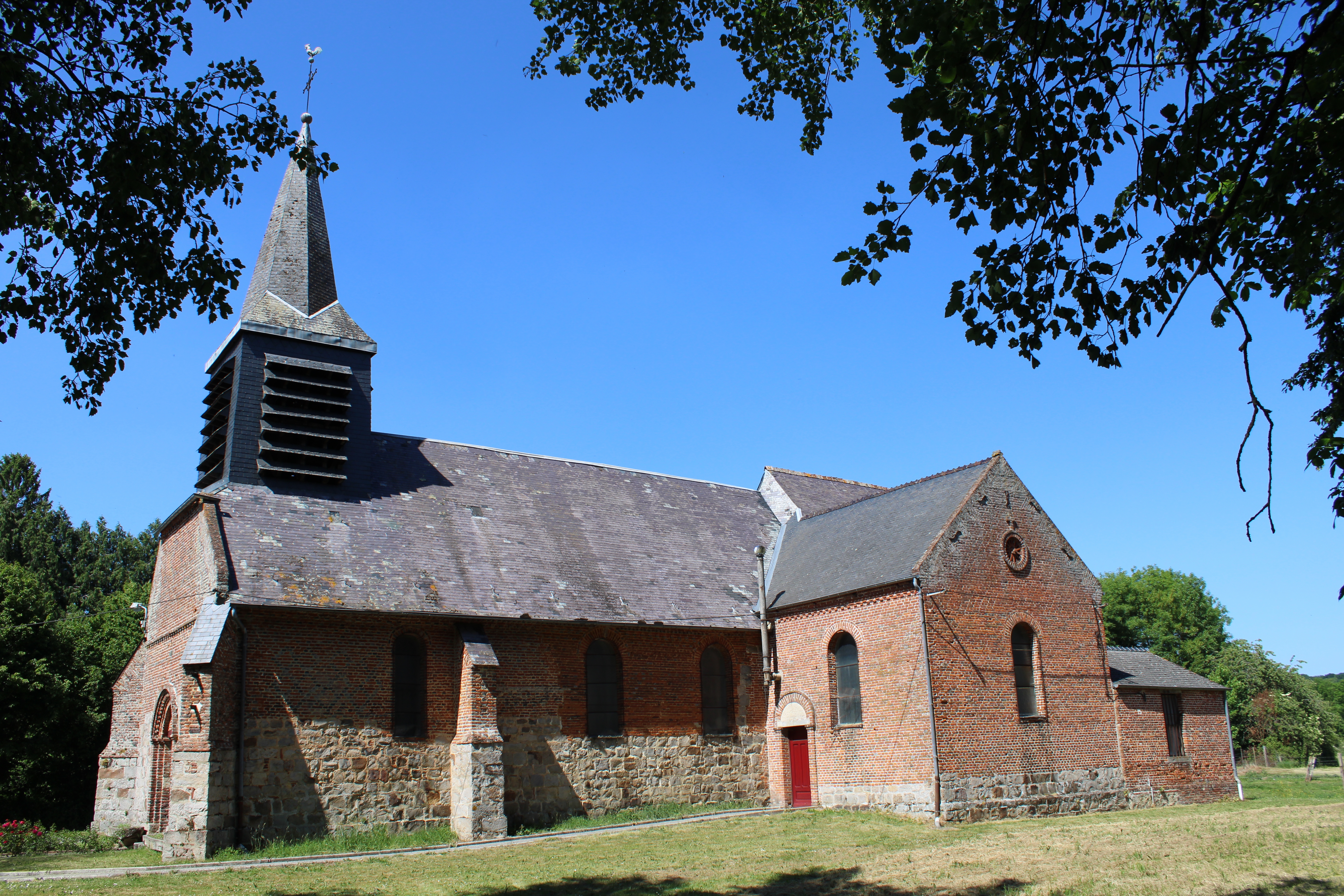
Vue latérale de l'église.
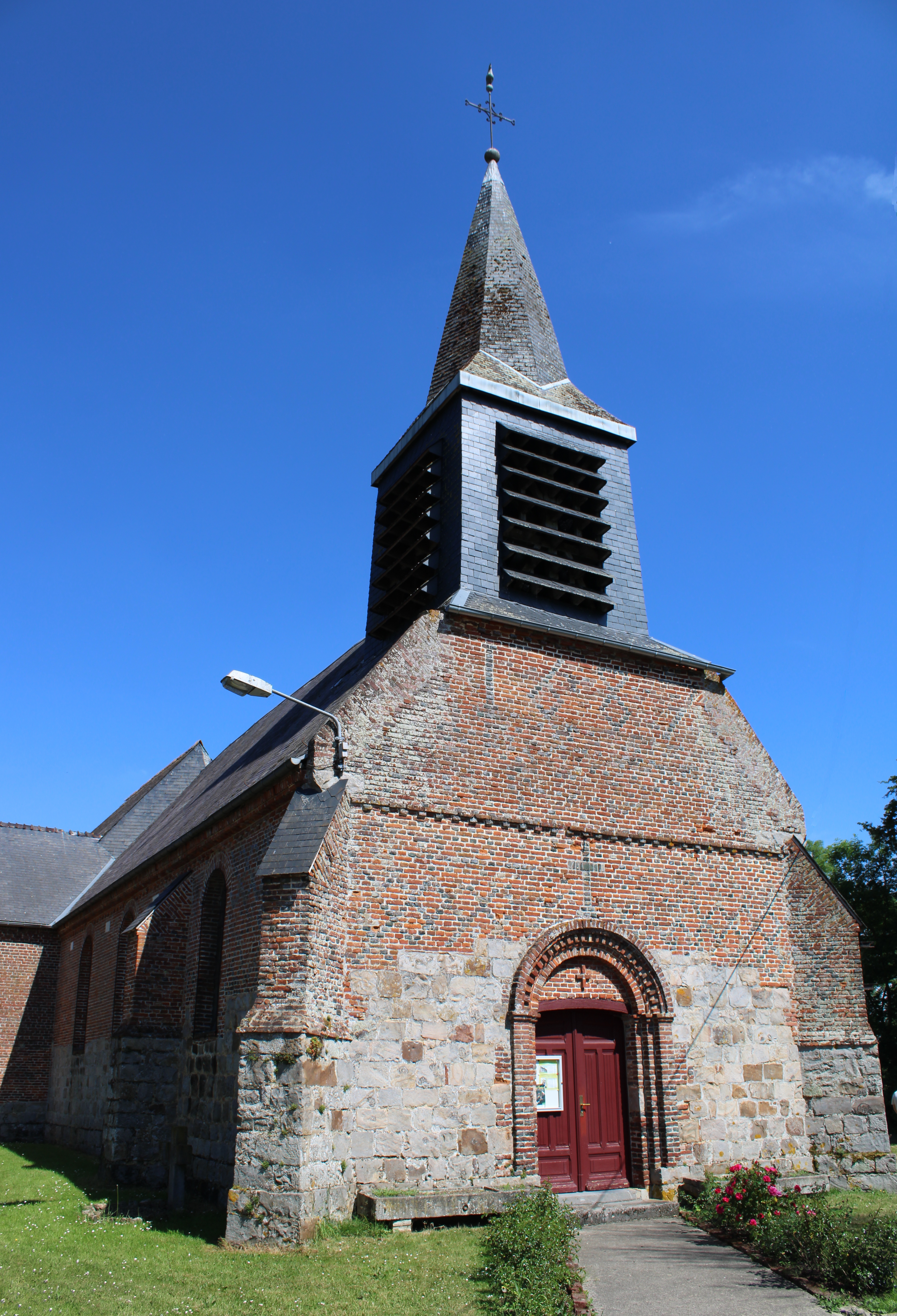
Façade de l'église en grès et en brique datant de 1687.
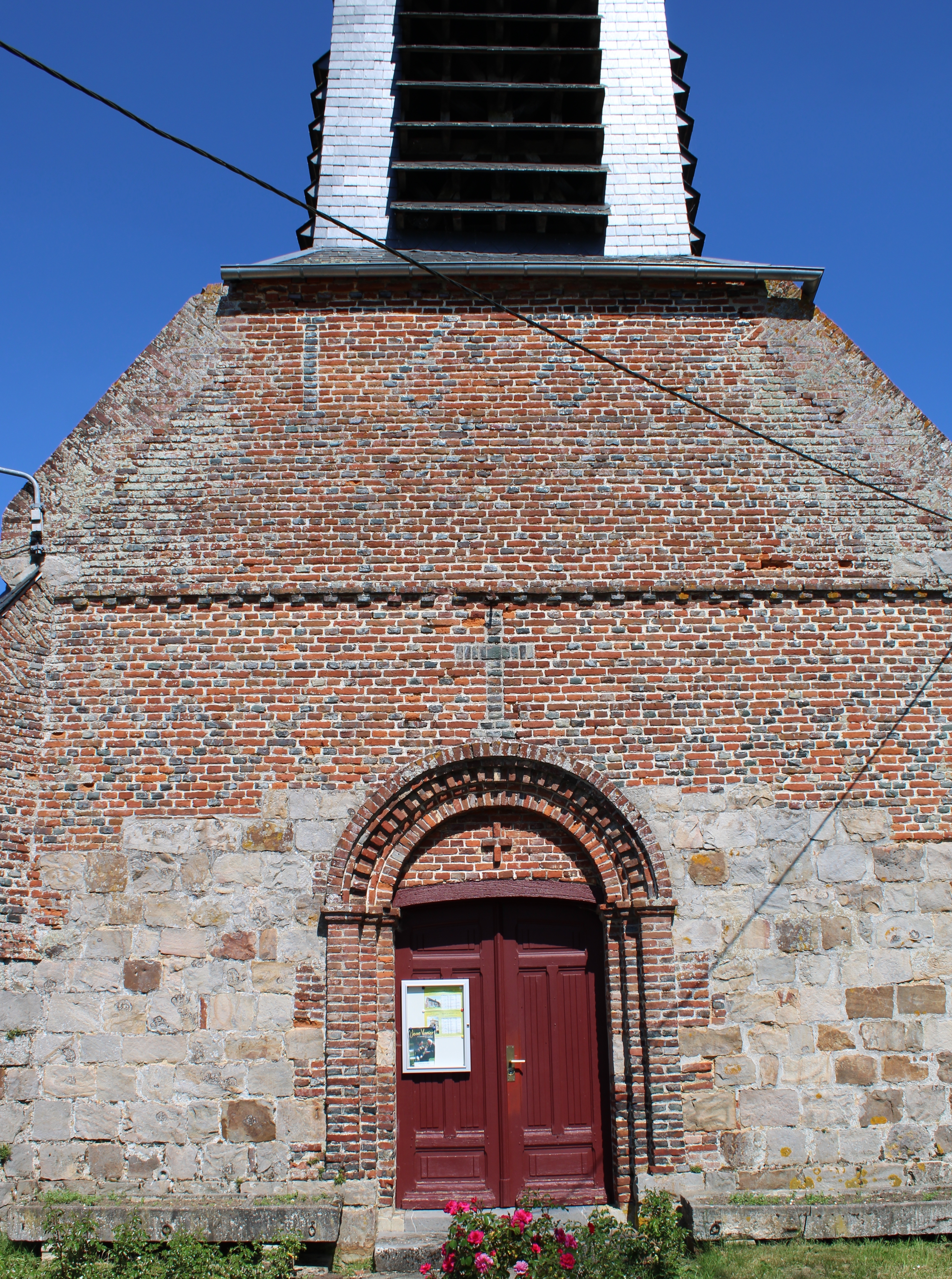
Le portail.
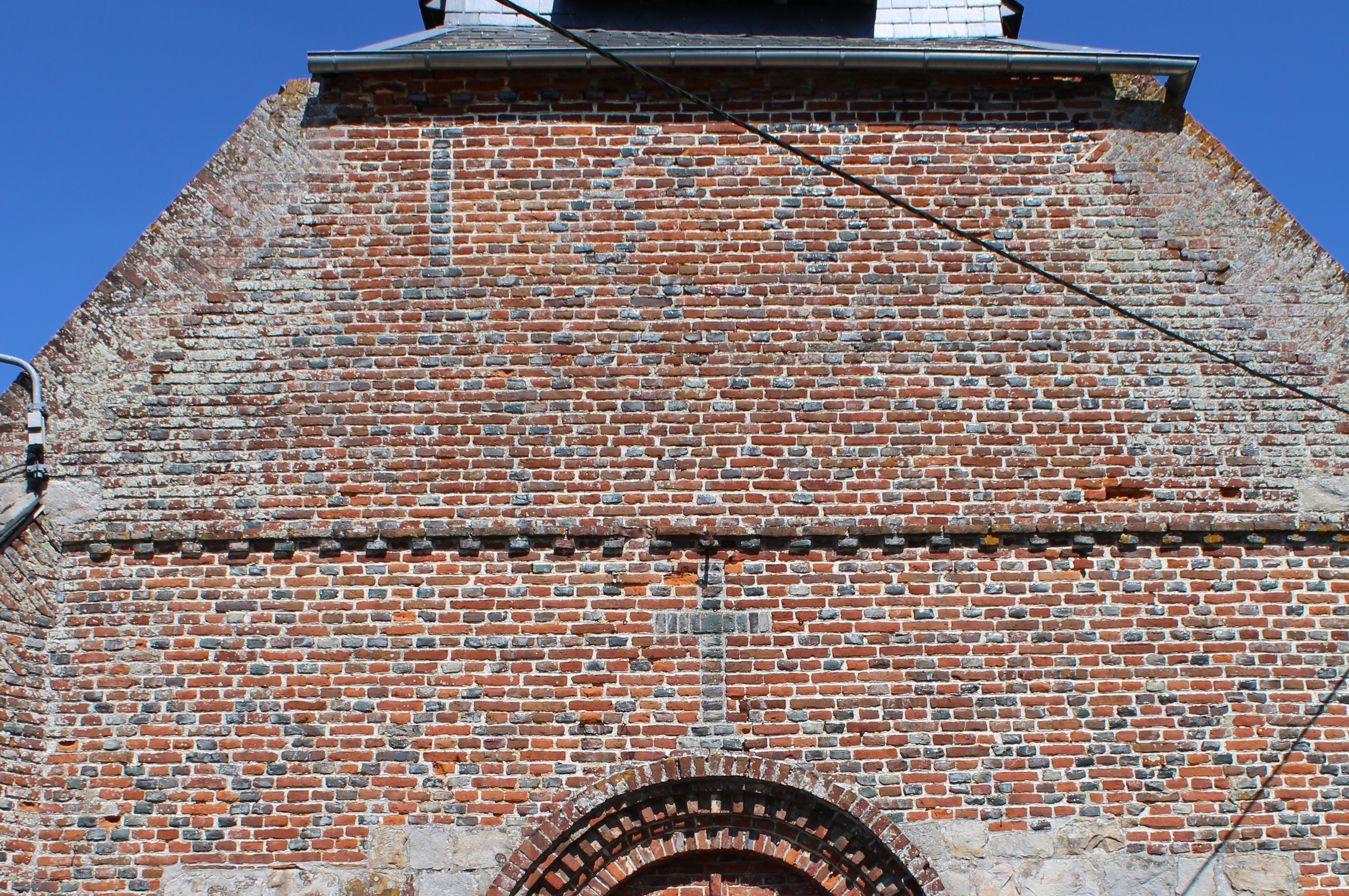
Briques surcuites du portail écrivant la date de construction "1687".
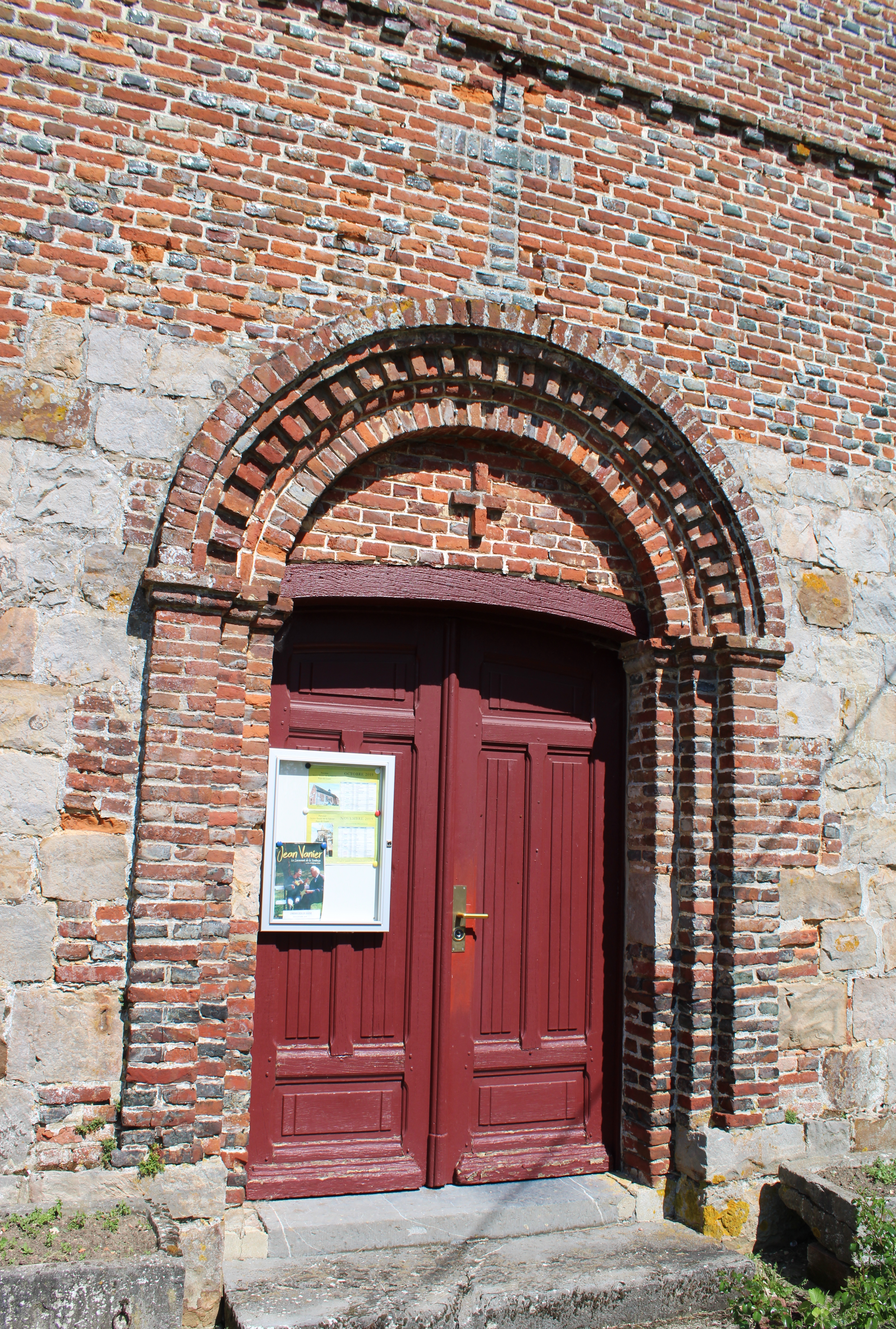
Détail du portail.
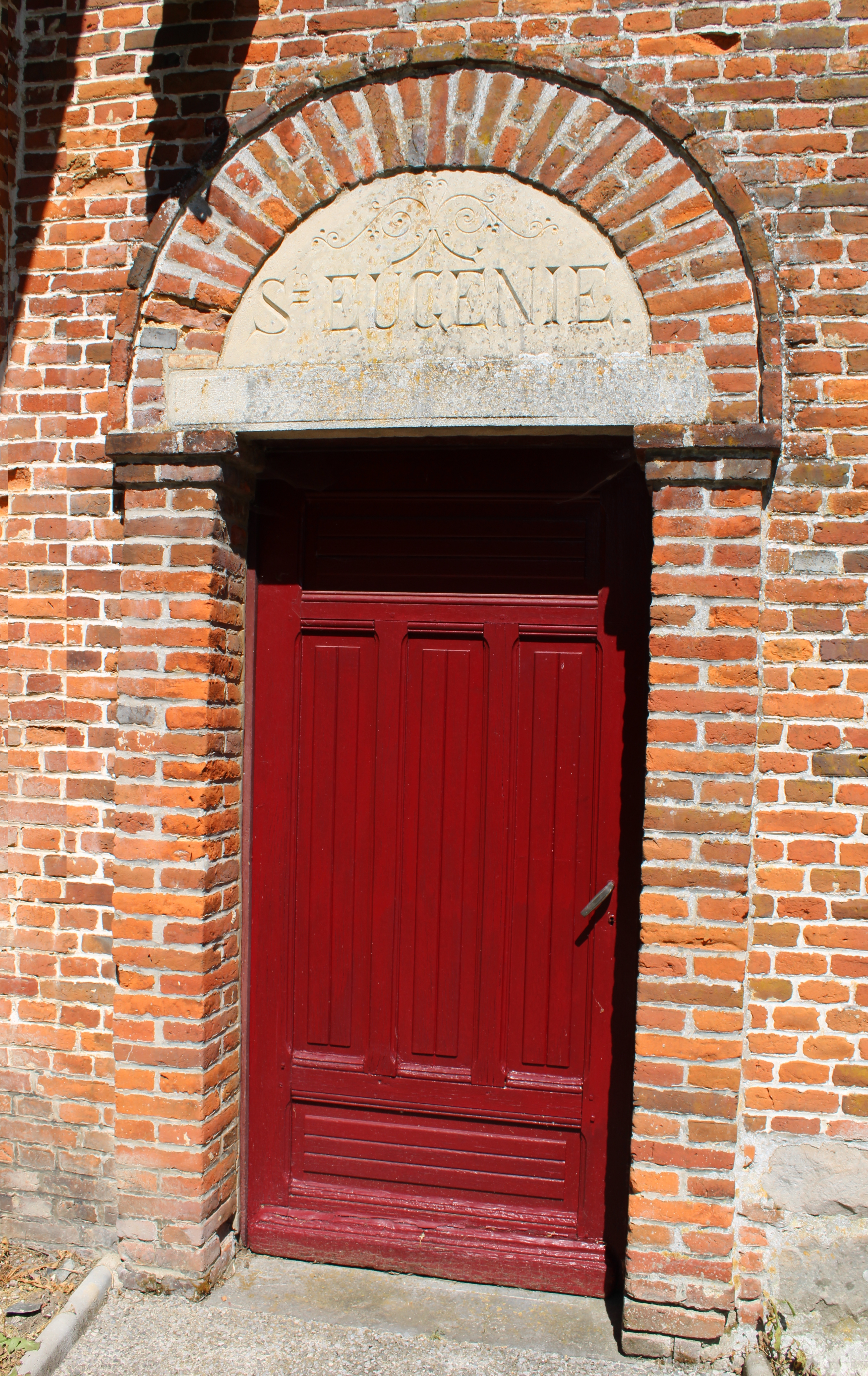
Porte latérale avec une imposte en pierre sculptée  "Sainte-Eugénie".